# Saharon Shelah
Saharon Shelah (în ebraică שהרן שלח, n. 3 iulie 1945, Ierusalim, Palestina sub mandat britanic) este un matematician de origine evreiască. Ocupă funcția de profesor în cadrul Universității Ebraice din Ierusalim și Universității Rutgers din New Jersey.

## Biografie
Shelah s-a născut în Ierusalim pe data de 3 iulie 1945, ca fiu al poetului și activistului politic Yonatan Ratosh. A încheiat studiile doctorale în cadrul Universității Ebraice în 1969 cu o teză despre teoriile stabile. Acesta este căsătorit cu Yael și are trei copii.
În școala primară, Shelah își dorea să devină om de știință, inițial fiind atras de fizică și biologie, nu de matematică. Însă odată cu studiul geometriei a descoperit frumusețea matematică: „Când am ajuns în clasa a-IX-a am început să studiez geometriei, ochii fiindu-mi deschiși de către această frumusețe - un sistem de demonstrații și teoreme fundamentat pe un număr finit de axiome care m-a impresionat și captivat”. La vârsta de 15 ani, acesta decide să devină matematician, o alegere concretizată în urma lecturării lucrării lui Abraham Fraenkel, „O introducere în matematică”. Obține licența în cadrul Universității Tel Aviv în 1964, este încorporat și servește în armata israeliană între 1964 și 1967, respectiv își încheie studiile masterale în cadrul Universității Ebraice sub coordonarea lui Haim Gaifman în 1967.
Acesta va ocupa funcția de asistent universitar la Institutul de Matematică al Universității Ebraice din Ierusalim în perioada completării lucrării sale de doctorat sub supervizarea informaticianului Michael Oser Rabin. Shelah va ocupa atât funcția de lector universitar în cadrul Universității Princeton în perioada 1969-1970, cât și cea de asistent universitar la Universitatea California în Los Angeles între 1970-1971. Devine profesor la Universitatea Ebraică în 1974, post pe care încă îl deține. A fost invitat să-ți prezinte descoperirile la următoarele universități: Universitatea Wisconsin (1977-1978), Universitatea California, Berkeley (1978 și 1982), Universitatea Michigan (1984-1985), Universitatea Simon Fraser, Burnbay, British Columbia (1985) și Universitatea Rutgers, New Jersey (1985).

## Cariera academică
Arhiva lui Shelah conține 1103 articole matematice inclusiv cele redactate împreuna cu alți autori. Interesele sale principale rezidă în logica matematică, cu precădere teoria modelelor și teoria mulțimilor axiomatizată.
În teoria modelelor a dezvoltat teoria clasificării prin intermediul căreia a reușit să obțină o soluție la problema lui Morley. În teoria mulțimilor a descoperit conceptul de „proper forcing”, un instrument important în reiterarea argumentelor forcing. Prin teoria PCF a arătat că, în ciuda nedecidabilități celor mai fundamentale întrebări din aritmetica cardinalilor – precum ipoteza continuumului – încă există teoreme ZFC extrem de nontriviale privitoare la puterea cardinalilor. Printre alte dezvoltări importante regăsim construcția grupului Jonsson, un grup nenumărabil pentru care fiecare subgrup propriu este numărabil, demonstrarea independenței față de axiomele ZFC a problemei lui Whitehead, redactarea primului majorant primitiv recursiv pentru numerele lui van der Waerden și extinderea teoremei imposibilității lui Arrow.
Munca lui Shelah a avut un impact puternic asupra teoriei modelelor și a teoriei mulțimilor. Instrumentele dezvoltate de acesta pentru teoria clasificării au fost aplicate unui număr larg de subiecte și probleme din teoria modelelor și au condus la un imens progres în teoria stabilității. De asemenea, utilitatea acestora poate fi observată și în algebră, respectiv în geometria algebrică, în special în lucrările unor matematicieni precum Ehud Hrushovski sau James Ax. Mai mult, Shelah transcende cadrul logicii de ordinul întâi odată cu introducerea conceptului de „clasa elementară abstractă” în 1987.

## Premii
- Primul câștigător al Premiului Erdős (1977).[10]
- Premiul Karp oferit de Asociația pentru Logică Simbolică.
- Premiul Israel în matematică (1998).[11]
- Premiul Bolyai în 2000.[12]
- Premiul Wolf în Matematică (2001).[13]
- Premiul EMET pentru Artă, Știință și Cultură (2011).[14]
- Premiul Leroy P. Steele pentru contribuții în cercetare (2013).[15]
- Membru de onoare al Academiei Ungare de Științe (2013).[16]
- A obținut „Advanced Grant” al Consiliului European de Cercetare (2013).[17]
- Medalia Hausdorff al Societății Europene de Teoria Mulțimilor alături de Maryanthe Malliaris (2017)

## Lucrări
- Proper forcing, Springer 1982.
- Proper and improper forcing (2nd edition of Proper forcing), Springer 1998.
- Around classification theory of models, Springer 1986.
- Classification theory and the number of non-isomorphic models, Studies in Logic and the Foundations of Mathematics, 1978,[18] Ediția a II-a, 1990, Elsevier
- Classification Theory for Abstract Elementary Classes, College Publications 2009.
- Classification Theory for Abstract Elementary Classes, Volumul 2, College Publications 2009.
- Cardinal Arithmetic, Oxford University Press 1994.[19]